# Охріменко Григорій Миколайович
Григорій Миколайович Охріменко (рос. Охрименко Григорий Николаевич; 15 квітня 1910, Гайворон, Чернігівська губернія, Російська імперія, нині Ніжинський район, Чернігівська область, Україна — 31 березня 1996, Феодосія, Україна) — радянський полководець, учасник Другої світової війни, командир бригади тралення Дунайської військової флотилії, капітан 2-го рангу. Контр-адмірал Радянського флоту. Українець.
Нагороджений багатьма медалями та орденами, зокрема й за виняткові заслуги перед Югославією він був удостоєний звання Народний герой Югославії і нагороджений відповідним орденом.